# Текле Гайманот I
Текле Гайманот I — негус Ефіопії з Соломонової династії. Був сином Іясу I та його дружини Малакотавіт.

## Правління
Став імператором після зречення свого батька та виїзду його до монастиря на одному з островів, що на озері Тана. Невдовзі батько вирішив повернути собі трон. Він наклав на Текле Гайманота анафему та оголосив про повернення собі трону. Утім в країні почались заворушення, а Іясу був убитий за наказом нового негуса.
У вересні 1707 року сталось повстання у Годжамі. Повстанці проголосили імператором Амду Сейона та почали рухатись у бік столиці, де він сам себе коронував. Текле Гайманот швидко повернувся, незважаючи на труднощі переходу у сезон дощів, та змусив самозванця утекти. Згодом Амда Сейон був убитий під час битви біля Майци. Утім Текле Гайманот не був популярним серед населення країни, в тому числі й через убивство свого батька, широко шанованого в Ефіопії. Все це завдало значної шкоди репутації монарха. Його придворні склали змову проти негуса, а також велись суперечки щодо доцільності утримання на ефіопському престолі такої корумпованої династії.
Під час подорожі провінціями 1708 року Текле Гайманот був зарізаний одним з придворних свого батька.
Деякі історики вважають убивство Іясу Великого початком ефіопської Доби князів (доба смути, коли влада монарха обмежувалась місцевими військовими правителями). Правління Текле Гайманота та вбивство ним свого батька завдали монархії непоправної шкоди.